# 加賀テツヤ
加賀 テツヤ（かが てつや、1946年7月20日 - 2007年12月30日）は、日本の音楽家。京都府京都市出身。本名は初鹿野 哲彦。

## ザ・リンド&リンダース時代
1965年、当時関西の大手芸能プロダクションであったターゲットプロの古川益雄の誘いによりボーカル・グループ「リンダース」に加入。まもなく加藤ヒロシ率いる演奏部門の「ザ・リンド」との統合により「ザ・リンド&リンダース」に所属することになった。持ち前の甘いルックスから「ザ・リンド&リンダース」内では一番の人気を誇り、1967年2月にはバンドのレコード・デビューに先がけてソロ名義シングル「ギター子守唄」でフィリップスからレコードデビューした。1968年には当時の日本では異色であった男性ヌードを雑誌上に掲載する。この時代の活動については、ザ・リンド&リンダースの項を参照。

## 加賀テツヤと(マジック)マッシュルーム時代
ザ・リンド&リンダースの解散後の1970年、河村俊朗らとニューロック色の強い加賀テツヤとマジックマッシュルームを結成。レコードリリース時のクレジットでは「過激すぎる」という声から(マジック)が削除された。

### 作品
- 『国定忠治の墓/南京町から(ムショの窓)』（1970年　シングル／てんぐレコード）
- 『朝のない夜/神の涙』（1971年　シングル／てんぐレコード）

## 渡米
1972年に垂井利之らとカライドスコープを結成、1974年には桑名正博、山本翔らとユグドラジルを結成し キングレコードからアルバム「INTRODUCTION」を発表するものの大きなヒットには結びつかなかった。その後、大麻取締法違反による大麻所持での逮捕などを受け1979年にはアメリカに移住。日米のミュージシャンとの交流はあったものの公式の音楽活動からは遠ざかることになった。

## 加賀テツヤとリンド&リンダース結成、晩年の活動
1994年の帰国後は音楽・芸能活動を再開。大阪在住、ライブバー「SUNSET2117」の運営に関与、後進の育成に努めた。2005年にロンドン在住の加藤ヒロシを除く主要メンバーと「加賀テツヤとリンド&リンダース」名義で「ザ・リンド&リンダース」を再結成。
メンバー
- 加賀テツヤ（ボーカル、ギター）
- 堀こうじ（ギター）
- 榊テルオ（ボーカル）
- 宇野山和夫（ベース）
- 浜田藤丸（ドラムス）

サポートミュージシャン
- 上川保（ギター）
- スティービー和田（サクソフォーン）
- わく本マリの助（キーボード）

内田裕也、加橋かつみ、真木ひでとらGS時代から旧知のミュージシャンと定期的にジョイントライブを開催するなどしたが2007年12月30日、持病の悪化にともなう肺炎によりで死去。61歳没。